# Polygala biformipilis
Polygala biformipilis är en jungfrulinsväxtart som beskrevs av Joseph Blake. Polygala biformipilis ingår i släktet jungfrulinssläktet, och familjen jungfrulinsväxter. Inga underarter finns listade i Catalogue of Life.